# Округ Вилкинсон (Мисисипи)
Вилкинсон (енгл. Wilkinson County) је округ у америчкој савезној држави Мисисипи.

## Демографија
По попису из 2010. године број становника је 9.878, што је 434 (-4,2%) становника мање него 2000. године.
| Група             | 2000.         | 2010.         |
| Белци             | 3.202 (31,1%) | 2.820 (28,5%) |
| Афроамериканци    | 7.034 (68,2%) | 6.992 (70,8%) |
| Азијати           | 3 (0,0%)      | 2 (0,0%)      |
| Хиспаноамериканци | 45 (0,4%)     | 41 (0,4%)     |
| Укупно            | 10.312        | 9.878         |